# Trilogia del terrore II
Trilogia del terrore II (Trilogy of Terror II) è un film per la televisione statunitense del 1996 diretto da Dan Curtis. Si tratta del seguito di Trilogia del terrore del 1975, diretto dallo stesso Dan Curtis.

## Trama

### I topi del cimitero
Un uomo ricco di nome Ansford scopre che la sua giovane moglie Laura ha una relazione con suo cugino. Avendo le prove video, minaccia Laura di essere fedele e onesta o girerà il video alle emittenti e la escluderà dal suo testamento multimilionario. Nel frattempo, al suo amante Ben viene l'idea di assassinare Ansford e raccogliere tutti i suoi soldi. Dopo che Ansford viene spinto giù dalle scale e ucciso, Laura e Ben sono più che felici di riscuotere le loro vincite; tuttavia, tutto non va come previsto. Prima di morire, Ansford ha trasferito tutti i suoi milioni su un conto a Zurigo e ha microfilmato i codici di accesso, che sono stati sepolti con lui. Ora Laura e Ben devono scavare la sua tomba e Ben si arrampica sulla bara aperta per recuperare il microfilm. Poco dopo, Laura spara e uccide Ben per reclamare tutti i soldi per sé. All'improvviso, il corpo del milionario morto viene trascinato da grossi topi carnivori con gli occhi rossi attraverso un buco nel lato della bara e Laura è costretta a strisciare dietro di lui attraverso una rete di tunnel sotterranei del cimitero. Alla fine, i topi che avanzano la mettono alle strette in un'altra bara sepolta. Laura cerca di tenere lontani i topi sparando con la sua pistola, ma i topi si riversano rapidamente nella bara e la divorano.

### Bobby
È passato un po' di tempo da quando Bobby è annegato "accidentalmente", lasciando sua madre Alma depressa e colpevole. Tuttavia, mentre il marito è fuori per lavoro, la donna decide di resuscitare il figlio dalla morte. Armata di un libro magico e della "Chiave di Salomone" (in questo caso, un talismano piuttosto che un libro), evoca forze oscure per riportare in vita il figlio. Prima di andare a letto, un violento temporale si avvicina alla lussuosa villa sulla spiaggia. Sentendo bussare, la donna apre la porta e scopre suo figlio. Dopo averlo ripulito, inizia a farlo sentire di nuovo a casa. Tuttavia, non tutto funziona quando Bobby impazzisce completamente e inizia a terrorizzare la madre nella casa buia con una mazza e un coltello da macellaio. Ben presto la madre si rende conto che non è Bobby ad essere tornato da lei, ma un demone che ha preso il suo posto, poiché dice: "Bobby ti odia, mamma, così ha mandato me al suo posto", rivelando il suo volto demoniaco, dopodiché lo schermo si spegne.

### Colui che uccide
L'episodio inizia proprio dopo aver scoperto il doppio omicidio di Amelia e di sua madre del primo film con il feticcio Zuni sulla scena, la polizia locale consegna la bambola alla dottoressa Simpson. Mentre inizia a esaminare la bambola, scopre che questa prende vita quando gli viene tolta una catena d'oro dal collo e sembra anche che si rigeneri (idea inizialmente ridicola sia per la dottoressa Simpson che per la sua assistente), dato che quando la donna rimuove il legno carbonizzato, la bambola sembra essere nuova di zecca. Dopo una rapida pausa pizza, scopre che la bambola è scomparsa. Uno degli agenti indaga nel museo circostante, ma viene colpito da una freccia proveniente da uno degli oggetti esposti. Dopo pochi minuti di ricerche, la dottoressa trova la bambola che l'attacca e corre verso di lei con un coltello da laboratorio come arma. Ora la dottoressa Simpson si trova da sola in un grande museo con un piccolo assassino a piede libero.

## Curiosità
- L'attrice Lysette Anthony interpreta tutti i tre episodi del film, come fece Karen Black nel primo Trilogia del terrore del 1975.
- Il primo episodio The Graveyard Rats è basato sull'omonimo racconto di Henry Kuttner; il secondo episodio Bobby è il rifacimento di una sceneggiatura di Richard Matheson originariamente scritta per il film Notte di morte (Dead of Night), diretto da Dan Curtis nel 1977.
- In Italia il film uscì direttamente in VHS distribuito dall'etichetta Paramount.